# Снеткова, Феодосия Александровна
Феодосия Александровна Снеткова (по мужу Перфильева, по сцене Снеткова 3-я или Фанни Снеткова (1838 — 13 февраля 1929) — русская драматическая актриса

.

## Биография
В 1858 году окончила Петербургское театральное училище, брала уроки у Веры Самойловой, дебютировала в роли княжны Ольги («Владимир Заревский» Ефимовича) на сцене Александринского театра, где прослужила с 1856 по 1863 годы. Современники называли Фанни «царицей грёз», а в «благородной и непринужденной игре её не было ни капли фальши или жеманности».
По настоянию А. Н. Островского Снеткова сыграла Катерину в петербургской премьере «Грозы».
31 января 1863 года состоялся прощальный бенефис Фанни Снетковой, решившей оставить сцену. Она выходила замуж за отставного гвардии подпоручика Сергея Перфильева.

«...Я всегда считала, что или должна всецело принадлежать театру… или совсем стать ему чужой»— Фанни Снеткова
В семье родилось пятеро детей: дочь Анастасия (р. 1868; замужем за Сергеем Аполлоновичем Чижовым, братом В. А. Чижова), четверо сыновей (сохранились воспоминания младшего сына Василия).
У Фанни была сестра Мария Снеткова. О сёстрах Снетковых писал в 1900 году литератор М. В. Шевляков в книге «Исторические люди в анекдотах»

## Репертуар
- Софья — «Горе от ума» А. С. Грибоедова[4][5]
- Краснова — «Грех да беда на кого не живёт» А. Н. Островского
- Белова — «Холостяк» И. С. Тургенева
- Дездемона — «Отелло» В. Шекспира
- Корделия — «Король Лир»
- Офелия — «Гамлет»
- Курчаева — «Испорченная жизнь» И. Е. Чернышева

Снеткова была первой исполнительницей на петербургской сцене роли Катерины в «Грозе» А. Н. Островского (1859), до этого премьера «Грозы» прошла в Малом театре в Москве. Играла в пьесах П. Д. Боборыкина, А. А. Потехина, К. Д. Ефимовича, в переводных мелодрамах.
БСЭ так пишет о ней:
«Критики (в том числе драматург А. Н. Островский) отмечали изящество, трогательность игры Снетковой, редкую красоту её внешнего облика, но одновременно указывали на недостаточное знание актрисой русского купеческого быта»
.
Театральная энциклопедия отмечает:
«Считалась лучшей „инженю“ петерб. сцены. М. С. Щепкин хвалил актрису за интуицию, артистическую восприимчивость»
.
Фанни Снеткова сохранила свою прелесть, осанку, блеск в тёмных глазах, мелодичность в голосе, и, как писал в петербургской газете «Речь» театральный критик Николай Эфрос, «годы пощадили её».